# ヒルタ工業
ヒルタ工業株式会社（ヒルタこうぎょう）は、岡山県笠岡市に本社を置く自動車部品製造企業。

## 概要
1928年（昭和3年）、広島県福山市草戸町に繊維染色工場を創立。1946年（昭和21年）、自動車部品を製造開始。
自動車部品の開発（設計及び実験検証）から製造に至る製品保証を含む、プレス加工から溶接および機械加工から組立作業まで一貫生産を行っている。
主要製品は自動車のシャーシー部品、サスペンション部品、吸排気装置部品、パーキングブレーキレバー、ペダル、エンジン周辺部品などを幅広く製造。
主要取引先は、三菱自動車、マツダなどの自動車部品メーカーである。
国内拠点のみならず海外進出を積極的に行い、アメリカ、タイ、中国、メキシコ、インドネシアに生産拠点を持っている。
岡山県有数の企業グループでありながら、いまだ非上場である。

## 沿革
- 1928年（昭和3年） - 広島県福山市草戸町に繊維染色工場を創立
- 1946年（昭和21年） - 自動車部品を製造開始。
- 1965年（昭和40年） - 岡山県総社市に総社工場を新設
- 1965年（昭和40年） - 山陽ブレーキ工業株式会社を設立
- 1973年（昭和48年） - 山陽ハイドリック工業株式会社を設立
- 1982年（昭和57年） - 岡山県笠岡市に笠岡工場を新設
- 1985年（昭和60年） - アメリカにHIRUTA U.S.A. INC.を設立
- 1988年（昭和63年） - HIRUTA U.S.A. INC.を HERITAGE PRODUCTS, INC.に社名変更
- 1989年（平成元年） - 岡山県総社市に吉備工場を新設
- 1991年（平成3年） - 笠岡工場に技術研究所を新設
- 1997年（平成9年） - 笠岡工場に東棟を新設
- 1999年（平成11年） - ISO9001取得認証
- 2000年（平成12年） - 神奈川県相模原市に相模原事業所を開設
- 2001年（平成13年） - ISO14001取得認証
- 2002年（平成14年） - 神奈川県平塚市に平塚事業所を開設
- 2003年（平成15年） - 陽南工業株式会社と合併
- 2004年（平成16年） - ヒルタ化成株式会社と合併。タイ国のBANGKOK EAGLE WINGS CO .,LTD株51％を取得。
- 2008年（平成20年） - タイ国にHIRUTA ASTEER SUMMIT CO .,LTD設立
- 2011年（平成23年） - 中国に昼田（佛山）汽車部件有限公司設立。愛知県豊橋市に豊橋工場を新設。ダイラボ株100%取得
- 2012年（平成24年） - メキシコ国にHIRUTA MEXICO S.A.DE.C.V設立。愛知県豊橋市に豊橋工場を新設
- 2013年（平成25年） - HIRUTA ASTEER SUMMITをHIRUTA AND SUMMITに社名変更
- 2016年（平成28年） - インドネシアにPT.HIRUTA KOGYO INDONESIAを設立
- 2023年（令和5年）   - 株式会社クレファクト株68%を取得

## 生産拠点
- 笠岡（本社）工場 （岡山県笠岡市）
- 吉備工場 （岡山県総社市）
- 総社工場 （岡山県総社市）
- 平塚工場 （神奈川県平塚市）
- 豊橋工場 （愛知県豊橋市）

## 海外生産拠点
- HERITAGE PRODUCTS, INC （アメリカ）
- BANGKOK EAGLE WINGS CO., LTD （タイ）
- HIRUTA AND SUMMIT CO., LTD （タイ）
- 昼田（佛山）汽車部件有限公司（中国）
- HIRUTA MEXICO S.A.DE.C.V（メキシコ）
- PT.HIRUTA KOGYO INDONESIA（インドネシア）

## 関連企業
- ヒルタ企画株式会社
- 株式会社ダイラボ
- 株式会社クレファクト